# الاستعمار أحقاد وأطماع (كتاب)
الاستعمار أحقاد و أطماع هو كتاب للشيخ محمد الغزالي. يقع الكتاب في أحدعشر فصلا من 253 صفحة.

## فهرس الكتاب
- مقدمة

1. كيف يفتكون بنا
2. تهويد و تنصير
3. القتل أو الاستغلال
4. سماحة وجحود
5. سلام مسلح
6. الحق و الحرب
7. حول قيام إسرائيل
8. إسرائيل والاستعمار
9. أمريكا الصليبية
10. في عالم البغال
11. الحياد كما نفهمه

## هوامش
1. ↑  http://www.nahdetmisr.com/nahdetmisr/search.aspx?q=%c7%e1%c7%d3%ca%da%e3%c7%d1%20%c3%cd%de%c7%cf%20%e6%c3%d8%e3%c7%da&type=1&cat1=True&cat2=False%5Bوصلة+مكسورة%5D